# Ieva Zasimauskaitė
Ieva Zasimauskaitė-Kiltinavičienė, (Kaunas, 1993. július 2. –) litván énekesnő. Ő képviselte Litvániát a 2018-as Eurovíziós Dalfesztiválon, Lisszabonban, a When We’re Old című dallal. Az első elődöntőből kilencedikként jutott tovább, a döntőben 181 pontot sikerült összegyűjtenie, így a 12. helyen végzett.
2020-ban a litván nemzeti döntő társműsorvezetője lesz. Az ő feladata a green roomból való közvetítés lesz.

## Diszkográfia

### Kislemezek
- 2013 - I Fall in Love (feat. Gabrielius Vagelis)
- 2016 - Life (Not That Beautiful)
- 2017 - You Saved Me
- 2018 - When We're Old